# 楊果
楊 果（よう か、1195年 - 1269年）は、大元ウルスに仕えた漢人官僚の一人。字は正卿。祁州蒲陰県の出身。

## 生涯
楊果は幼くして家族を亡くしたことにより亳州・許州と居を移し、許州では章句を教授することを生業にして10年余りを過ごした。1224年（甲申/正大元年）には金朝で進士科に合格し、偃師県・芮城県・陝県の諸県を歴任して能吏として讃えられた。
1229年（己丑/正大6年）に金朝が滅ぶと、楊奐が河南地方での課税のために楊果を起用した。それから程なく、漢人世侯の史天沢によって参議とされ、兵乱によって乱れた法制の整備に努めた。中統元年（1260年）、第5代皇帝への即位を宣言したクビライは旧金朝領に「十道宣撫使」を設置し、楊果を北京宣撫使に任命した。中統2年（1261年）には参知政事の地位を拝命し、左丞の姚枢らとともに省議に加わった。至元6年（1269年）には懷孟路総管に任命されたが、老齢を理由に官を退き、自宅にて75歳にして無くなった。
楊果は聡明にして鋭敏な人物であったが、諧謔（ユーモア）を得意とし聞く者を絶倒させる一面もあったという。